# Pauline Yates
Pauline Yates (St. Helens, 16 juni 1929 – Northwood, 21 januari 2015) was een Britse actrice.

## Biografie
Yates was de echtgenote van Donald Churchill. Ze overleed aan de gevolgen van ziekte en was 85 jaar.

## Filmografie
- Identity Unknown (1960)
- Darling (1965)
- The Spare Tyres (1967)
- The Four Feathers (1977)
- She'll Be Wearing Pink Pyjamas (1985)